# Gymnasium am Wirteltor Düren

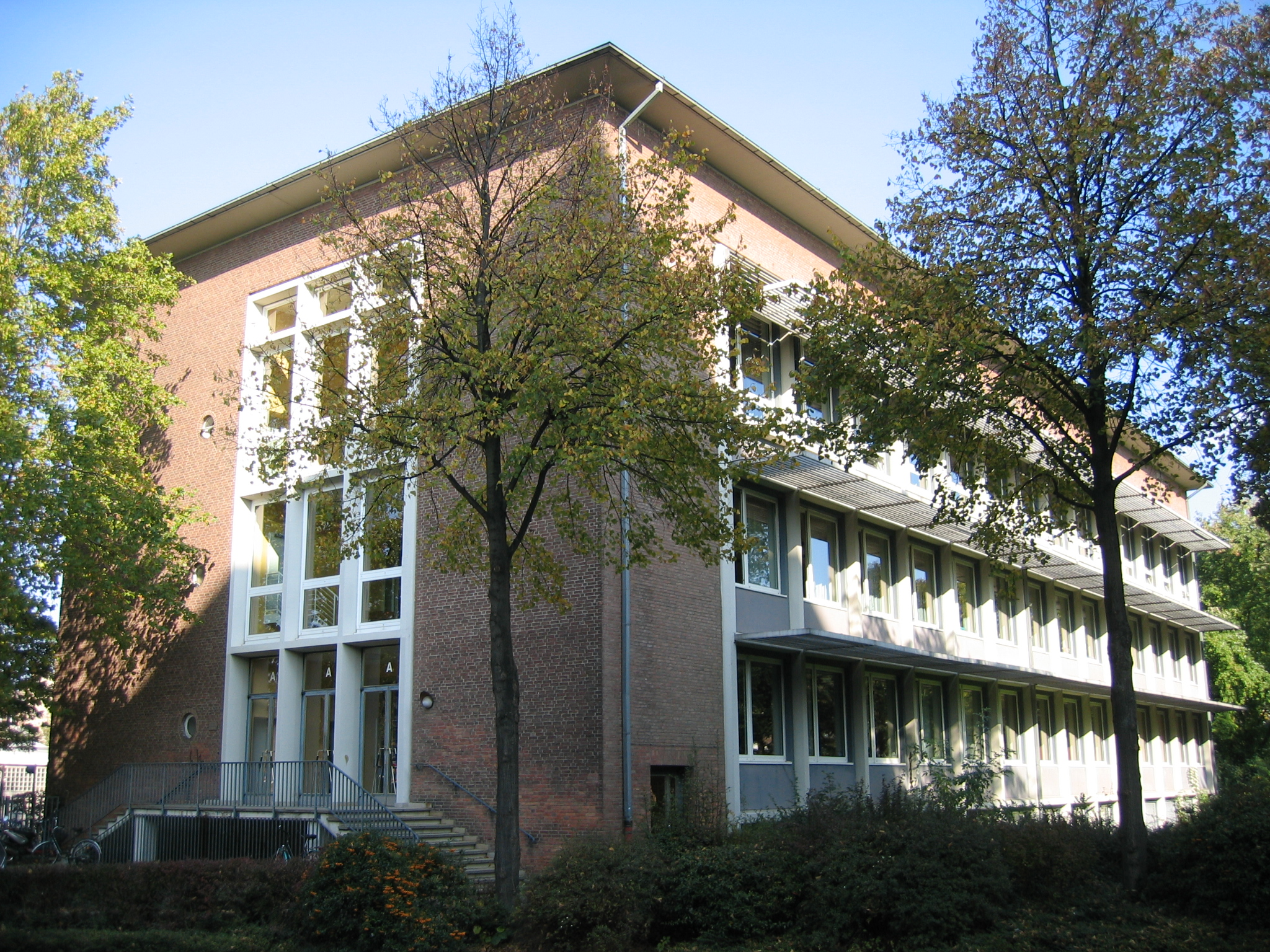
Schulgebäude

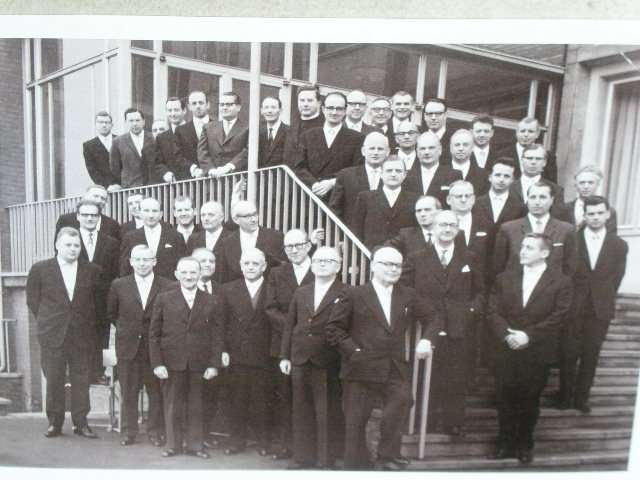
Die Lehrerschaft Mitte der 1960er Jahre

Das Gymnasium am Wirteltor (GaW) ist ein Gymnasium in Düren in Nordrhein-Westfalen. Es ist eine Europaschule und hat etwa 900 Schüler.

## Namensgebung
Das Gymnasium am Wirteltor hat seinen Namen von einem der ehemaligen Dürener Tore der Stadtbefestigung, dem Wirteltor. Das Stadttor stand in der Nähe an der heutigen Wirtelstraße und wurde als vorletztes Stadttor 1834 abgerissen.

## Geschichte
Am 10. Juli 1828 wurde in Düren durch evangelische Dürener Industrielle eine Knaben-Familienschule gegründet. Ein neues Schulgebäude als Höhere Bürgerschule wurde am 27. September 1864 in der Schenkelstraße 1 eingeweiht. 1869 wurde die Obersekunda eingerichtet. Damit konnte die Berechtigung zum Übergang auf die Prima einer Realschule 1. Ordnung erworben werden. 1892 wurde die Schule zu einem siebenklassigen Realprogymnasium erweitert. Eine weitere Erweiterung Lateinunterricht gab es bis zur U II. Am 19. Januar 1901 wurde die Schule zum Realgymnasium mit Lateinunterricht bis zur Oberprima. Ostern 1911 erfolgte die Umwandlung zum Reformrealgymnasium (Angliederung von lateinlosen Realklassen U III; gemeinsamer Unterbau VI bis IV lateinlos). In der Zeit des Nationalsozialismus wurde die Schule am 29. Januar 1938 zur Oberschule für Jungen. Die gesamte Schule wurde 1944 nach Wipperfürth evakuiert.
Die Genehmigung der Militärregierung zur Wiederaufnahme des Unterrichts datiert vom 6. November 1945. In der Nachkriegszeit (1946–1948) wurden Sonderlehrgänge zur Erlangung der Hochschulreife angeboten. Durch Beschluss der Stadt Düren vom 15. August 1946 wurde das bis dahin „Stiftische“ Realgymnasium als Städtisches Gymnasium übernommen. Es hieß jetzt Städtisches mathematisch-naturwissenschaftliches Gymnasium, Düren. Am 26. Februar 1957 erfolgte der erste Spatenstich für das neue Schulgebäude am Theodor-Heuss-Park, Bismarckstraße. Drei Jahre später, nämlich vom 4. bis 6. April 1960, zog das ganze Gymnasium aus der Nachkriegsunterkunft Tivolistraße/August-Klotz-Straße ins neue Schulgebäude ein. Dort wurde 1964 ein neusprachlicher Zweig eingerichtet. Sechs Jahre nach dem Neubau waren die Räumlichkeiten schon so beengt, dass 1966 Fertigbauklassen errichtet werden mussten. Weitere An- und Ausbauten folgten in den kommenden Jahren. 1971 wurde die Schule als Pilotschule zur Erprobung der neugestalteten gymnasialen Oberstufe beauftragt. 1975 wurde das Gymnasium für Mädchen geöffnet und erhielt den Namen, den es bis heute trägt.
1991 wurde der langjährige Schulleiter Heinz Seeger verabschiedet. Die Leitung übernahm Willi Müller, der am 31. Januar 2008 pensioniert wurde. Seine Nachfolge trat Wilhelm Gödde an. Im Juli 2015 wurde Gödde verabschiedet. Die Nachfolgerin wurde Claudia Fülling.
2025 hat die Schule etwa 900 Schüler.

## Schüleraustausch
Mit folgenden Schulen werden regelmäßig Schüler ausgetauscht:
- Schule 309 in Sankt Petersburg
- Schulpartnerschaft mit dem Lycée Maurice Genevoix in Montrouge, südwestlich von Paris
- Nauset Regional High School auf Cape Cod, USA
- Bernardinus-Colleg in Heerlen, Niederlande
- Schulen in Polen
- Schulen in Ungarn
- Gymnasium Mustafa Novalic in Gradačac, Bosnien und Herzegowina
- Gymnasium 17 in Mytischtschi, in der Nähe von Moskau

## Erfolge
Schüler konnten  Preise bei der Chemieolympiade, der Biologieolympiade, der Physikolympiade, im Bundeswettbewerb Informatik, im Politikwettbewerb der Bundeszentrale für politische Bildung und im Landes- und Bundeswettbewerb Jugend forscht erringen.
Mit der Schülerzeitung Der Klecks (älteste Schülerzeitung von NRW, seit 1958) wurde 2004 der Deutsche Schülerzeitungspreis errungen, welcher im Jahre 2008 erneut geschafft wurde. Zusätzlich wurde bei einem landesweiten Wettbewerb der erste Platz für die Beste Schülerzeitung NRW errungen.
Im Jahre 2006 qualifizierte sich eine Schülergruppe aus acht Schülern des GaW zur Teilnahme an der Internationalen Sitzung des Europäischen Jugendparlaments in Kiew. Sie wurden als Repräsentanten der BRD ausgewählt.

## Persönlichkeiten
- Eduard Kreutzer (1844–nach 1911), Zeichenlehrer (1868–1876)
- Felix Boehm (1881–1958), Psychoanalytiker und Nervenarzt
- Georg Stollenwerk (1930–2014), Fußballspieler
- Wolfgang Meisenheimer (* 1933), deutscher Architekt, Hochschullehrer und Autor
- Herb Schiffer (* 1936), Kunsterzieher, Künstler
- Ulrich Rückriem (* 1938), Kunsterzieher, Künstler
- Karl-Heinz Schnellinger (1939–2024), Fußballspieler
- Friedrich-Carl Bruns (1947–2014), Berufsdiplomat
- Udo Tworuschka (* 1949), Professor für Religionswissenschaft
- Paul Larue (* 1956), ehemaliger Bürgermeister von Düren
- Robert Kuckertz (* 1959), deutscher Dirigent und Musiker
- Bernd Neuendorf (* 1961), Politiker, Journalist, Sportfunktionär
- Renold Quade (* 1961), deutscher Dirigent und Posaunist
- Michael Preisinger (* 1962), Schriftsteller
- Thomas Rachel (* 1962), MdB
- Karl Lauterbach (* 1963), deutscher Arzt und Politiker
- Udo Janßen (* 1967), deutscher Arzt
- Frank Peter Ullrich (* 1969), Bürgermeister von Düren
- Lars Vogt (1970–2022), Pianist

## Sonstiges
Die „GAW BigBand“ des Gymnasiums ist weithin bekannt.